# ویلیام دایموک
ویلیام دایموک (۱۹۶۱–۱۸۶۱) کتابفروش و ناشر استرالیایی بود. وی بنیان‌گذار کتابفروشی زنجیره‌ای دایموک است و نخستین فرد متولد شده در استرالیا به‌شمار می‌رود که در فروش کتاب یک شرکت موفق را راه‌اندازی و حفظ کرده‌است.